# 安亭駅 (上海地下鉄)
座標: 北緯31度17分25秒 東経121度9分25秒 / 北緯31.29028度 東経121.15694度
安亭駅（あんてい-えき）は中華人民共和国上海市嘉定区に位置する上海軌道交通11号線の駅である。

## 駅構造
- 島式ホーム1面2線の高架駅。可動式ホーム柵設置駅。

## 駅周辺
- 曹安公路
- 墨玉路
- 新源路

## 歴史
- 2010年3月29日 - 開業。当初は終着駅だった。
- 2013年10月16日 - 花橋駅への延伸開業により、途中駅となる。

## 隣の駅
上海軌道交通
■11号線
上海汽車城駅 - 安亭駅 - 兆豊路駅